# نیروی حافظ صلح جمهوری آذربایجان
نیروی حافظ صلح جمهوری آذربایجان (ترکی آذربایجانی: Azərbaycan Sülhməramlı Qüvvələri) واحد اصلی صلحبانی نیروی زمینی جمهوری آذربایجان تلقی می‌گردد. نیروهای مسلح جمهوری آذربایجان از سال ۱۹۹۹ تا به روز در چهارچوب عملیات حفظ صلح سازمان ملل متحد در کشورهای کوزوو، افغانستان و عراق در مأموریت صلحبانی حضور فعالی دارند. «ارتش حافظ صلح جمهوری آذربایجان» در سال ۱۹۹۷ تحت نیروهای مسلح این کشور راه اندازی شده و بعد نام آن به قسمت صلحبانی آذربایجان تغییر داده شده‌است.

## فعالیت

### کوزوو
پس از اعلان استقلال کوزوو در ۱۷ فوریه سال ۲۰۰۸، رئیس جمهوری آذربایجان در ۲۶ فوریه همان سال مسئله ارسال نیروی حافظ صلح به این کشور را با مجلس ملی جمهوری آذربایجان مطرح کرد. این درخواست الهام علی‌اف در جلسه ۴ مارت سال ۲۰۰۸ مجلس ملی مورد مذاکره قرار گرفته و با ۸۷ رای موافق در مقابل ۲ رای مخالف و ۲ رای ممتنع به تأیید رسید.
حافظان صلح جمهوری آذربایجان عازم به کوزوو شامل ۳۴ نظامی بود، که یکی آز آنها افسر، یکی دیگر گروه بان، ۳۲ تن دیگر سرباز بودند. نیروی حافظ صلح جمهوری آذربایجان در کوزوو در داخل نیرو حافظ صلح جمهوری ترکیه در عملیات مسالمت‌آمیز شرکت می‌کرد. صلحبانان آذربایجان متعهد به نظارت و محافظت از ۱۸ روستا بودند. در ۱۵ آوریل سال ۲۰۰۸، نظامیان آذربایجانی به کشور خود بازگشتند. روی‌هم رفته چهار صد نظامی آذربایجانی در دوران مأموریت صلحبانی عازم کوزوو شدند.

### عراق

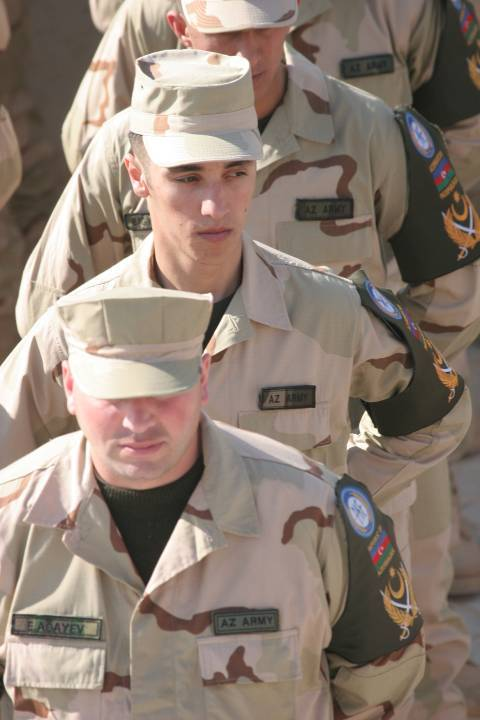
حافظان صلح آذربایجانی در عراق

حافظان صلح آذربایجانی مطابق با فرمان مصوب سال ۲۰۰۳ شورای امنیت سازمان ملل در عراق حضور پیدا کردند. یگان حافظ صلح دربردارندهٔ ۱۴ افسر، ۱۶ گروه‌بان، ۱۲۰ سرباز بود. نظامی آذربایجانی ایستگاه برق آبی واقع در شهر الخلیفهٔ عراق را مورد حفاظت قرار می‌دادند.
به موجب فرمان مجلس ملی جمهوری آذربایجان به تاریخ ۱۱ نوامبر سال ۲۰۰۸، حافظان صلح ۱۵۰ نفری آذربایجان که مأموریت خود را به اتمام رسانیده بودند، به کشورشان برگشتند.
در عملیات حفظ صلح در عراق یک نظامی آذربایجانی کشته شد.

### افغانستان

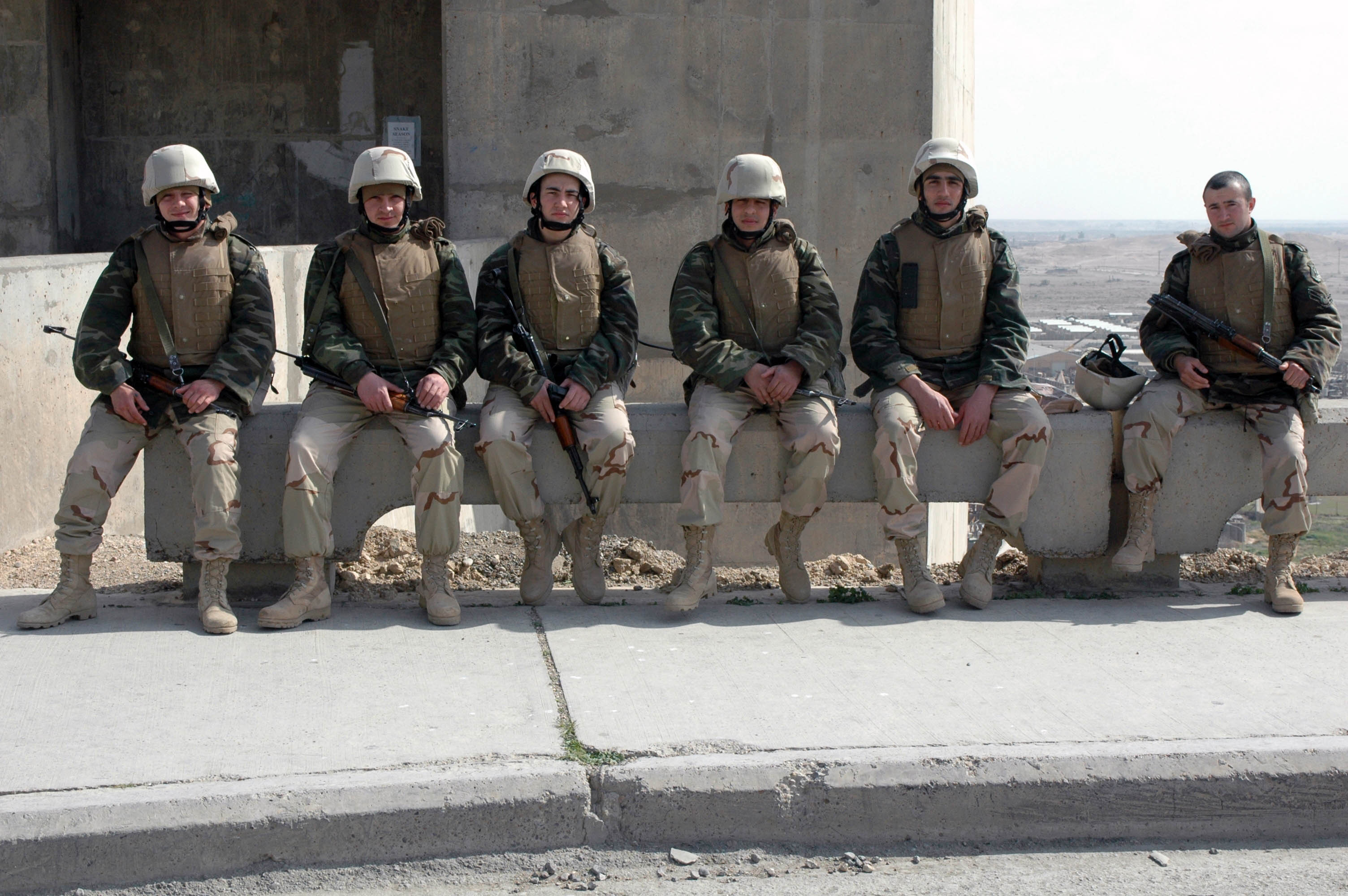
صلح‌بانان جمهوری آذربایجان در سد حدیثه

در داخل نیروهای بین‌المللی حافظ صلح در افغانستان ۹۰ تن از صلحبانان آذربایجانی حضور دارند. این نظامیان به عنوان نیروی ژاندارمری در برخی شهرهای افغانستان فعال هستند. در ابتدا، تعداد حافظان صلح جمهوری آذربایجان در افغانستان ۲۲ نفر بود، که بعداً تعداد آنها به نود نفر افزایش پیدا کرد.